# Josep Toutain
Josep Toutain   (Barcelona, 1932 - Barcelona, 25 de setembre de 1997) fou un editor de còmics català. Va ser una figura clau en el panorama de la història del còmic a Espanya entre els anys 50 i 80 del segle passat, a causa fonamentalment de la seva tasca com a director de l'agència de còmics Selecciones Ilustradas i de les editorials Toutain Editor i Catalan Communications (com a soci) que van contribuir al manteniment i renovació del còmic espanyol.
A mitjan anys 50 va prendre la decisió de centrar la seva activitat en la promoció d'altres artistes com a agent, per al que va crear amb Antonio Ayné una agència que en els anys cinquanta i seixanta produïa còmic de l'oest, còmic femení o còmic bèl·lic per a revistes angleses, mentre que als 70 l'exportació es va dirigir cal als Estats Units d'Amèrica, concretament a les revistes de còmic de terror de Warren Publishing com Creepy, Eerie i Vampirella i amb molts dels millors artistes espanyols de l'època com Josep Maria Beà, Jaime Brocal Remohí, Fernando Fernández, Alfonso Font, Miguel Fuster, José González, Esteban Maroto, Mascaro o Enric Sió.
Als anys 80, com a editor, va crear revistes com 1984 (més tard Zona 84) i Comix Internacional entre d'altres. Amb el temps va anar tancant les revistes que no van sobreviure a l'època de crisi del còmic també anomenada com a declivi i la travessia del desert.